# Ulbjerg Sogn
Ulbjerg Sogn er et sogn i Viborg Østre Provsti (Viborg Stift).
I 1800-tallet var Lynderup Sogn anneks til Ulbjerg Sogn. Begge sogne hørte til Rinds Herred i Viborg Amt. Ulbjerg-Lynderup sognekommune blev ved kommunalreformen i 1970 indlemmet i Møldrup Kommune, som ved strukturreformen i 2007 indgik i Viborg Kommune.
I Ulbjerg Sogn ligger Ulbjerg Kirke.
I sognet findes følgende autoriserede stednavne:
- Gørup (bebyggelse, ejerlav)
- Hov Hede (areal)
- Hverrehus (bebyggelse)
- Lille Torup (bebyggelse, ejerlav)
- Rækkeborg (bebyggelse)
- Skinderup (bebyggelse, ejerlav)
- Skråhede (areal)
- Store Torup (bebyggelse, ejerlav)
- Støvhøj Plantage (areal)
- Sundstrup (bebyggelse, ejerlav)
- Tolstrup (bebyggelse, ejerlav)
- Ulbjerg (bebyggelse, ejerlav)